# King Davids Peak
Der King Davids Peak (auch: West Wall) ist ein 1509 Meter hoher Berg im Zentrum des australischen Bundesstaates Tasmanien. Er liegt im Zentrum des Walls-of-Jerusalem-Nationalparks und steht in der Reihe der höchsten Berge Tasmaniens an 10. Stelle.
Wie andere Landmarken im Nationalpark, zum Beispiel Herods Gate, Lake Salome, Solomons Jewels, Damascus Gate und Pool of Bathesda, ist auch der King Davids Peak nach biblischen Orten und Gestalten benannt. Der Berg erhielt seinen Namen nach König David. Sein Alternativname 'West Wall' ist von der Klagemauer (englisch Western Wall) in Jerusalem abgeleitet.
Der Berg ist eine bekannte Sehenswürdigkeit im Nationalpark und beliebt bei Wanderern und Bergsteigern.